# Mistrzostwa Świata w Piłce Nożnej 2010 (eliminacje strefy CONCACAF)/Grupa 2
W Grupie 2 eliminacji do MŚ 2010 biorą udział następujące zespoły:
- Kanada
- Honduras
- Jamajka
- Meksyk

## Tabela
| Miejsce | Drużyna  | Mecze | Punkty | Zwyc. | Rem. | Por. | Bramki |
| ------- | -------- | ----- | ------ | ----- | ---- | ---- | ------ |
| 1       | Honduras | 6     | 12     | 4     | 0    | 2    | 9-5    |
| 2       | Meksyk   | 6     | 10     | 3     | 1    | 2    | 9-6    |
| 3       | Jamajka  | 6     | 10     | 3     | 1    | 2    | 6-6    |
| 4       | Kanada   | 6     | 2      | 0     | 2    | 4    | 6-13   |

## Wyniki
| 21 sierpnia 2008 | Kanada · De Guzman 47' | 1-1(0-0) | Jamajka · Williams 52' | BMO Field, Toronto · Widzów: 22 000 · Sędzia: Carlos Batres Gwatemala |
|                  |                        |          |                        |                                                                       |

| 21 sierpnia 2008 | Meksyk · Pardo 73' 75' | 2-1(0-1) | Honduras · De Leon 35' | Estadio Azteca, Meksyk · Widzów: 81 100 · Sędzia: Joel Aguilar Salwador |
|                  |                        |          |                        |                                                                         |

| 6 września 2008 | Kanada · Serioux 4' | 1-2(1-0) | Honduras · Nunez 47' 56' | Saputo Stadium, Montreal · Widzów: 13 032 · Sędzia: Walter Quesada Kostaryka |
|                 |                     |          |                          |                                                                              |

| 6 września 2008 | Meksyk · Guardado 3' · Arce 33' · Magallon 63' | 3-0(2-0) | Jamajka | Estadio Azteca, Meksyk · Widzów: 96 000 · Sędzia: Baldomero Toledo Stany Zjednoczone |
|                 |                                                |          |         |                                                                                      |

| 10 września 2008 | Meksyk · O. Bravo 58' · Marquez 72' | 2-1(0-0) | Kanada · Gerba 78' | Estadio Víctor Manuel Reyna, Tuxtla Gutiérrez · Widzów: 26 900 · Sędzia: Neal Brizan Trynidad i Tobago |
|                  |                                     |          |                    | |

| 10 września 2008 | Honduras · Nunez 60' · Guevara 73' (k) | 2-0(0-0) | Jamajka | Estadio Olímpico Metropolitano, San Pedro Sula · Widzów: 39 000 · Sędzia: Roberto Moreno Panama |
|                  |                                        |          |         |                                                                                                 |

| 11 października 2008 | Honduras · Martinez 9' · Costly 65' · Thomas 90' | 3-1(1-0) | Kanada · Hainault 54' | Estadio Olímpico Metropolitano, San Pedro Sula · Widzów: 36 000 · Sędzia: Jair Marrufo Stany Zjednoczone |
|                      |                                                  |          |                       | |

| 11 października 2008 | Jamajka · Fuller 14' | 1-0(1-0) | Meksyk | Independence Park, Kingston · Widzów: 27 000 · Sędzia: Walter Quesada Kostaryka |
|                      |                      |          |        |                                                                                 |

| 15 października 2008 | Jamajka · Shelton 16' | 1-0(1-0) | Honduras | Independence Park, Kingston · Widzów: 25 000 · Sędzia: Neal Brizan Trynidad i Tobago |
|                      |                       |          |          |                                                                                      |

| 15 października 2008 | Kanada · Gerba 12' · Radzinski 50' | 2-2(1-1) | Meksyk · Salcido 34' · Vuoso 64' | Commonwealth Stadium, Edmonton · Widzów: 14 145 · Sędzia: Enrico Wijngaarde Surinam |
|                      |                                    |          |                                  |                                                                                     |

| 19 listopada 2008 | Honduras · Osorio 51' (gol samobójczy) | 1-0(0-0) | Meksyk | Estadio Olímpico Metropolitano, San Pedro Sula · Widzów: 45 000 · Sędzia: Carlos Batres Gwatemala |
|                   |                                        |          |        |                                                                                                   |

| 19 listopada 2008 | Jamajka · Shelton 28' · King 58' (k) · Cummings 85' | 3-0(1-0) | Kanada | Independence Park, Kingston · Widzów: 28 000 · Sędzia: Joel Aguilar Salwador |
|                   |                                                     |          |        |                                                                              |